# Liste der Länderspiele der deutschen Siebener-Rugby-Nationalmannschaft
Diese Liste enthält alle Länderspiele der deutschen Siebener-Rugby-Nationalmannschaft der Männer, die vom Deutschen Rugby-Verband als offizielle Länderspiele anerkannt sind.

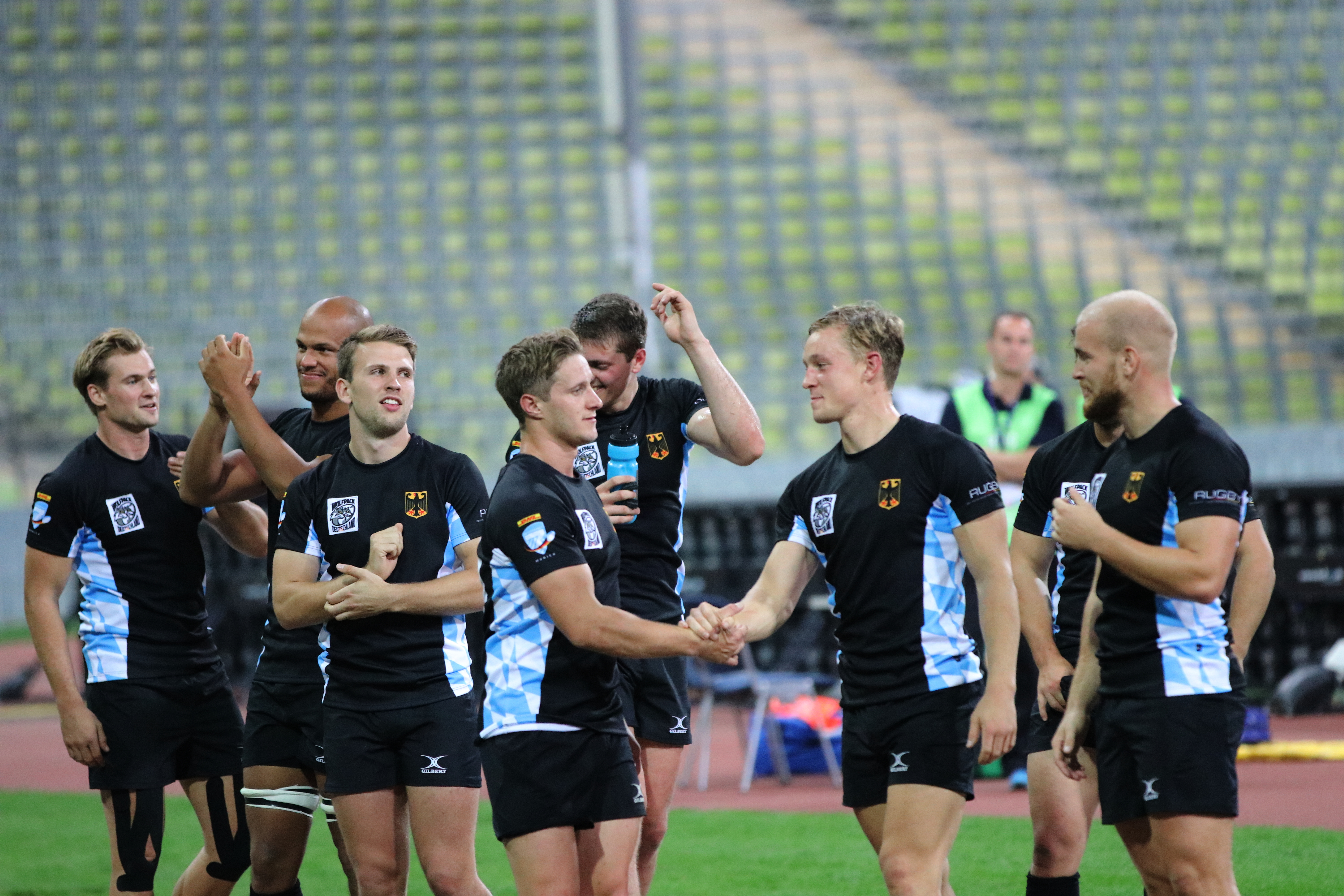
Die deutsche Siebener Rugby-Nationalmannschaft bei den Oktoberfest Sevens 2017

## Legende
Dieser Abschnitt dient als Legende für die nachfolgenden Tabellen.
- grüne Hintergrundfarbe = Sieg der deutschen Mannschaft
- gelbe Hintergrundfarbe = Unentschieden
- rote Hintergrundfarbe = Niederlage der deutschen Mannschaft

## Liste der Spiele
| Datum         | Ergebnis | Gegner                 | Austragungsort                                 | Anlass                                                                                  |
| ------------- | -------- | ---------------------- | ---------------------------------------------- | --------------------------------------------------------------------------------------- |
| 6. Juni 2015  | 12:7     | Spanien                | Moskau (RUS), Olympiastadion Luschniki         | Moskau 7s 2015 – Europameisterschaft (GPS) Turnier 1 von 3 – Gruppenphase               |
| 6. Juni 2015  | 12:26    | Russland               | Moskau (RUS), Olympiastadion Luschniki         | Moskau 7s 2015 – Europameisterschaft (GPS) Turnier 1 von 3 – Gruppenphase               |
| 6. Juni 2015  | 24:5     | Italien                | Moskau (RUS), Olympiastadion Luschniki         | Moskau 7s 2015 – Europameisterschaft (GPS) Turnier 1 von 3 – Gruppenphase               |
| 7. Juni 2015  | 12:29    | England                | Moskau (RUS), Olympiastadion Luschniki         | Moskau 7s 2015 – Europameisterschaft (GPS) Turnier 1 von 3 – Viertelfinale              |
| 7. Juni 2015  | 21:5     | Litauen                | Moskau (RUS), Olympiastadion Luschniki         | Moskau 7s 2015 – Europameisterschaft (GPS) Turnier 1 von 3 – Halbfinale Plate           |
| 7. Juni 2015  | 7:35     | Portugal               | Moskau (RUS), Olympiastadion Luschniki         | Moskau 7s 2015 – Europameisterschaft (GPS) Turnier 1 von 3 – Spiel um Platz 5           |
| 13. Juni 2015 | 28:10    | Litauen                | Lyon (FRA), Matmut Stadium                     | Lyon 7s 2015 – Europameisterschaft (GPS) Turnier 2 von 3 – Gruppenphase                 |
| 13. Juni 2015 | 28:12    | Rumänien               | Lyon (FRA), Matmut Stadium                     | Lyon 7s 2015 – Europameisterschaft (GPS) Turnier 2 von 3 – Gruppenphase                 |
| 13. Juni 2015 | 7:26     | Spanien                | Lyon (FRA), Matmut Stadium                     | Lyon 7s 2015 – Europameisterschaft (GPS) Turnier 2 von 3 – Gruppenphase                 |
| 14. Juni 2015 | 17:10    | Russland               | Lyon (FRA), Matmut Stadium                     | Lyon 7s 2015 – Europameisterschaft (GPS) Turnier 2 von 3 – Viertelfinale                |
| 14. Juni 2015 | 14:28    | Frankreich             | Lyon (FRA), Matmut Stadium                     | Lyon 7s 2015 – Europameisterschaft (GPS) Turnier 2 von 3 – Halbfinale                   |
| 14. Juni 2015 | 21:26    | Belgien                | Lyon (FRA), Matmut Stadium                     | Lyon 7s 2015 – Europameisterschaft (GPS) Turnier 2 von 3 – Spiel um Platz 3             |
| 11. Juli 2015 | 28:5     | Portugal               | Exeter (ENG), Sandy Park                       | Exeter 7s 2015 – Europameisterschaft (GPS) Turnier 3 von 3 – Gruppenphase               |
| 11. Juli 2015 | 45:0     | Rumänien               | Exeter (ENG), Sandy Park                       | Exeter 7s 2015 – Europameisterschaft (GPS) Turnier 3 von 3 – Gruppenphase               |
| 11. Juli 2015 | 5:28     | Frankreich             | Exeter (ENG), Sandy Park                       | Exeter 7s 2015 – Europameisterschaft (GPS) Turnier 3 von 3 – Gruppenphase               |
| 12. Juli 2015 | 15:5     | Georgien               | Exeter (ENG), Sandy Park                       | Exeter 7s 2015 – Europameisterschaft (GPS) Turnier 3 von 3 – Viertelfinale              |
| 12. Juli 2015 | 5:24     | Frankreich             | Exeter (ENG), Sandy Park                       | Exeter 7s 2015 – Europameisterschaft (GPS) Turnier 3 von 3 – Halbfinale                 |
| 12. Juli 2015 | 0:17     | Spanien                | Exeter (ENG), Sandy Park                       | Exeter 7s 2015 – Europameisterschaft (GPS) Turnier 3 von 3 – Spiel um Platz 3           |
| 18. Juli 2015 | 31:5     | Lettland               | Lissabon (POR), Estádio Nacional               | Olympia Qualifikation Europa 2015 – Gruppenphase                                        |
| 18. Juli 2015 | 45:0     | Rumänien               | Lissabon (POR), Estádio Nacional               | Olympia Qualifikation Europa 2015 – Gruppenphase                                        |
| 18. Juli 2015 | 36:7     | Litauen                | Lissabon (POR), Estádio Nacional               | Olympia Qualifikation Europa 2015 – Gruppenphase                                        |
| 19. Juli 2015 | 26:5     | Rumänien               | Lissabon (POR), Estádio Nacional               | Olympia Qualifikation Europa 2015 – Viertelfinale                                       |
| 19. Juli 2015 | 26:5     | Georgien               | Lissabon (POR), Estádio Nacional               | Olympia Qualifikation Europa 2015 – Halbfinale                                          |
| 19. Juli 2015 | 12:38    | Russland               | Lissabon (POR), Estádio Nacional               | Olympia Qualifikation Europa 2015 – Finale                                              |
| 11. Okt. 2015 | 10:17    | Neuseeland             | Noosa (AUS)                                    | Noosa Sevens – Halbfinale                                                               |
| 3. März 2016  | 68:0     | Cayman Islands         | Las Vegas (USA)                                | Las Vegas Sevens – America’s Cup – Gruppenphase                                         |
| 8. Apr. 2016  | 14:14    | Simbabwe               | Hongkong (HKG), Hong Kong Stadium              | Hongkong 7s 2016 – Qualifikation World Rugby Series – Gruppenphase                      |
| 8. Apr. 2016  | 12:5     | Hongkong               | Hongkong (HKG), Hong Kong Stadium              | Hongkong 7s 2016 – Qualifikation World Rugby Series – Gruppenphase                      |
| 9. Apr. 2016  | 48:0     | Cayman Islands         | Hongkong (HKG), Hong Kong Stadium              | Hongkong 7s 2016 – Qualifikation World Rugby Series – Gruppenphase                      |
| 9. Apr. 2016  | 19:14    | Marokko                | Hongkong (HKG), Hong Kong Stadium              | Hongkong 7s 2016 – Qualifikation World Rugby Series – Viertelfinale                     |
| 10. Apr. 2016 | 7:17     | Hongkong               | Hongkong (HKG), Hong Kong Stadium              | Hongkong 7s 2016 – Qualifikation World Rugby Series – Halbfinale                        |
| 4. Juni 2016  | 35:12    | Belgien                | Moskau (RUS), Oktyabr Stadion                  | Moskau 7s 2016 – Europameisterschaft (GPS) Turnier 1 von 3 – Gruppenphase               |
| 4. Juni 2016  | 19:0     | Italien                | Moskau (RUS), Oktyabr Stadion                  | Moskau 7s 2016 – Europameisterschaft (GPS) Turnier 1 von 3 – Gruppenphase               |
| 4. Juni 2016  | 5:0      | Spanien                | Moskau (RUS), Oktyabr Stadion                  | Moskau 7s 2016 – Europameisterschaft (GPS) Turnier 1 von 3 – Gruppenphase               |
| 5. Juni 2016  | 21:0     | Portugal               | Moskau (RUS), Oktyabr Stadion                  | Moskau 7s 2016 – Europameisterschaft (GPS) Turnier 1 von 3 – Viertelfinale              |
| 5. Juni 2016  | 14:19    | Frankreich             | Moskau (RUS), Oktyabr Stadion                  | Moskau 7s 2016 – Europameisterschaft (GPS) Turnier 1 von 3 – Halbfinale                 |
| 5. Juni 2016  | 5:28     | Vereinigtes Königreich | Moskau (RUS), Oktyabr Stadion                  | Moskau 7s 2016 – Europameisterschaft (GPS) Turnier 1 von 3 – Spiel um Platz 3           |
| 18. Juni 2016 | 42:5     | Sri Lanka              | Monaco (MON), Stade Louis II                   | Olympia Qualifikation 2016 – Gruppenphase                                               |
| 18. Juni 2016 | 22:14    | Uruguay                | Monaco (MON), Stade Louis II                   | Olympia Qualifikation 2016 – Gruppenphase                                               |
| 18. Juni 2016 | 21:19    | Kanada                 | Monaco (MON), Stade Louis II                   | Olympia Qualifikation 2016 – Gruppenphase                                               |
| 19. Juni 2016 | 26:0     | Chile                  | Monaco (MON), Stade Louis II                   | Olympia Qualifikation 2016 – Viertelfinale                                              |
| 19. Juni 2016 | 14:26    | Samoa                  | Monaco (MON), Stade Louis II                   | Olympia Qualifikation 2016 – Halbfinale                                                 |
| 19. Juni 2016 | 12:22    | Russland               | Monaco (MON), Stade Louis II                   | Olympia Qualifikation 2016 – Spiel um Platz 3                                           |
| 9. Juli 2016  | 17:19    | Italien                | Exeter (ENG), Sandy Park                       | Exeter 7s 2016 – Europameisterschaft (GPS) Turnier 2 von 3 – Gruppenphase               |
| 9. Juli 2016  | 21:19    | Belgien                | Exeter (ENG), Sandy Park                       | Exeter 7s 2016 – Europameisterschaft (GPS) Turnier 2 von 3 – Gruppenphase               |
| 9. Juli 2016  | 0:41     | Vereinigtes Königreich | Exeter (ENG), Sandy Park                       | Exeter 7s 2016 – Europameisterschaft (GPS) Turnier 2 von 3 – Gruppenphase               |
| 10. Juli 2016 | 0:26     | Spanien                | Exeter (ENG), Sandy Park                       | Exeter 7s 2016 – Europameisterschaft (GPS) Turnier 2 von 3 – Viertelfinale              |
| 10. Juli 2016 | 21:12    | Italien                | Exeter (ENG), Sandy Park                       | Exeter 7s 2016 – Europameisterschaft (GPS) Turnier 2 von 3 – Plate-Halbfinale           |
| 10. Juli 2016 | 19:31    | Vereinigtes Königreich | Exeter (ENG), Sandy Park                       | Exeter 7s 2016 – Europameisterschaft (GPS) Turnier 2 von 3 – Spiel um Platz 5           |
| 16. Juli 2016 | 26:22    | Italien                | Gdynia (POL), Stadion Miejski                  | Gdynia 7s 2016 – Europameisterschaft (GPS) Turnier 3 von 3 – Gruppenphase               |
| 16. Juli 2016 | 26:10    | Litauen                | Gdynia (POL), Stadion Miejski                  | Gdynia 7s 2016 – Europameisterschaft (GPS) Turnier 3 von 3 – Gruppenphase               |
| 16. Juli 2016 | 7:33     | Vereinigtes Königreich | Gdynia (POL), Stadion Miejski                  | Gdynia 7s 2016 – Europameisterschaft (GPS) Turnier 3 von 3 – Gruppenphase               |
| 17. Juli 2016 | 19:29    | Russland               | Gdynia (POL), Stadion Miejski                  | Gdynia 7s 2016 – Europameisterschaft (GPS) Turnier 3 von 3 – Viertelfinale              |
| 17. Juli 2016 | 10:17    | Georgien               | Gdynia (POL), Stadion Miejski                  | Gdynia 7s 2016 – Europameisterschaft (GPS) Turnier 3 von 3 – Plate-Halbfinale           |
| 17. Juli 2016 | 17:26    | Frankreich             | Gdynia (POL), Stadion Miejski                  | Gdynia 7s 2016 – Europameisterschaft (GPS) Turnier 3 von 3 – Spiel um Platz 7           |
| 7. Apr. 2017  | 31:12    | Jamaika                | Hongkong (HKG), Hong Kong Stadium              | Hongkong 7s 2017 – Qualifikation World Series – Gruppenphase                            |
| 7. Apr. 2017  | 24:0     | Uganda                 | Hongkong (HKG), Hong Kong Stadium              | Hongkong 7s 2017 – Qualifikation World Series – Gruppenphase                            |
| 8. Apr. 2017  | 24:21    | Tonga                  | Hongkong (HKG), Hong Kong Stadium              | Hongkong 7s 2017 – Qualifikation World Series – Gruppenphase                            |
| 8. Apr. 2017  | 14:7     | Hongkong               | Hongkong (HKG), Hong Kong Stadium              | Hongkong 7s 2017 – Qualifikation World Series – Viertelfinale                           |
| 9. Apr. 2017  | 19:7     | Chile                  | Hongkong (HKG), Hong Kong Stadium              | Hongkong 7s 2017 – Qualifikation World Series – Halbfinale                              |
| 9. Apr. 2017  | 7:12     | Spanien                | Hongkong (HKG), Hong Kong Stadium              | Hongkong 7s 2017 – Qualifikation World Series – Finale                                  |
| 3. Juni 2017  | 12:17    | Georgien               | Moskau (RUS), Oktyabr Stadion                  | Moskau 7s 2017 – Europameisterschaft (GPS) Turnier 1 von 4 – Gruppenphase               |
| 3. Juni 2017  | 28:21    | Irland                 | Moskau (RUS), Oktyabr Stadion                  | Moskau 7s 2017 – Europameisterschaft (GPS) Turnier 1 von 4 – Gruppenphase               |
| 3. Juni 2017  | 33:5     | Wales                  | Moskau (RUS), Oktyabr Stadion                  | Moskau 7s 2017 – Europameisterschaft (GPS) Turnier 1 von 4 – Gruppenphase               |
| 4. Juni 2017  | 14:19    | Spanien                | Moskau (RUS), Oktyabr Stadion                  | Moskau 7s 2017 – Europameisterschaft (GPS) Turnier 1 von 4 – Viertelfinale              |
| 4. Juni 2017  | 5:35     | Frankreich             | Moskau (RUS), Oktyabr Stadion                  | Moskau 7s 2017 – Europameisterschaft (GPS) Turnier 1 von 4 – Plate-Halbfinale           |
| 4. Juni 2017  | 14:10    | Georgien               | Moskau (RUS), Oktyabr Stadion                  | Moskau 7s 2017 – Europameisterschaft (GPS) Turnier 1 von 4 – Spiel um Platz 7           |
| 10. Juni 2017 | 21:7     | Portugal               | Lodz (POL), Stadion Miejski                    | Lodz 7s 2017 – Europameisterschaft (GPS) Turnier 2 von 4 – Gruppenphase                 |
| 10. Juni 2017 | 7:26     | Irland                 | Lodz (POL), Stadion Miejski                    | Lodz 7s 2017 – Europameisterschaft (GPS) Turnier 2 von 4 – Gruppenphase                 |
| 10. Juni 2017 | 31:12    | Polen                  | Lodz (POL), Stadion Miejski                    | Lodz 7s 2017 – Europameisterschaft (GPS) Turnier 2 von 4 – Gruppenphase                 |
| 11. Juni 2017 | 7:26     | Wales                  | Lodz (POL), Stadion Miejski                    | Lodz 7s 2017 – Europameisterschaft (GPS) Turnier 2 von 4 – Viertelfinale                |
| 11. Juni 2017 | 15:14    | Frankreich             | Lodz (POL), Stadion Miejski                    | Lodz 7s 2017 – Europameisterschaft (GPS) Turnier 2 von 4 – Plate-Halbfinale             |
| 11. Juni 2017 | 29:26    | England                | Lodz (POL), Stadion Miejski                    | Lodz 7s 2017 – Europameisterschaft (GPS) Turnier 2 von 4 – Spiel um Platz 5             |
| 1. Juli 2017  | 12:14    | Georgien               | Clermont-Ferrand (FRA), Stade Gabriel Montpied | Clermont-Ferrand 7s 2017 – Europameisterschaft (GPS) Turnier 3 von 4 – Gruppenphase     |
| 1. Juli 2017  | 27:14    | Portugal               | Clermont-Ferrand (FRA), Stade Gabriel Montpied | Clermont-Ferrand 7s 2017 – Europameisterschaft (GPS) Turnier 3 von 4 – Gruppenphase     |
| 1. Juli 2017  | 12:14    | Portugal               | Clermont-Ferrand (FRA), Stade Gabriel Montpied | Clermont-Ferrand 7s 2017 – Europameisterschaft (GPS) Turnier 3 von 4 – Gruppenphase     |
| 2. Juli 2017  | 26:7     | Wales                  | Clermont-Ferrand (FRA), Stade Gabriel Montpied | Clermont-Ferrand 7s 2017 – Europameisterschaft (GPS) Turnier 3 von 4 – Viertelfinale    |
| 2. Juli 2017  | 17:31    | Russland               | Clermont-Ferrand (FRA), Stade Gabriel Montpied | Clermont-Ferrand 7s 2017 – Europameisterschaft (GPS) Turnier 3 von 4 – Halbfinale       |
| 2. Juli 2017  | 7:31     | Spanien                | Clermont-Ferrand (FRA), Stade Gabriel Montpied | Clermont-Ferrand 7s 2017 – Europameisterschaft (GPS) Turnier 3 von 4 – Spiel um Platz 3 |
| 15. Juli 2017 | 17:12    | Italien                | Exeter (ENG), Sandy Park                       | Exeter 7s 2017 – Europameisterschaft (GPS) Turnier 4 von 4 – Gruppenphase               |
| 15. Juli 2017 | 17:5     | England                | Exeter (ENG), Sandy Park                       | Exeter 7s 2017 – Europameisterschaft (GPS) Turnier 4 von 4 – Gruppenphase               |
| 15. Juli 2017 | 12:21    | Spanien                | Exeter (ENG), Sandy Park                       | Exeter 7s 2017 – Europameisterschaft (GPS) Turnier 4 von 4 – Gruppenphase               |
| 16. Juli 2017 | 12:17    | Wales                  | Exeter (ENG), Sandy Park                       | Exeter 7s 2017 – Europameisterschaft (GPS) Turnier 4 von 4 – Viertelfinale              |
| 16. Juli 2017 | 7:28     | England                | Exeter (ENG), Sandy Park                       | Exeter 7s 2017 – Europameisterschaft (GPS) Turnier 4 von 4 – Plate-Halbfinale           |
| 16. Juli 2017 | 21:14    | Spanien                | Exeter (ENG), Sandy Park                       | Exeter 7s 2017 – Europameisterschaft (GPS) Turnier 4 von 4 – Spiel um Platz 7           |
| 29. Sep. 2017 | 21:14    | Argentinien            | München, Olympiastadion                        | Oktoberfest Sevens 2017 – Gruppenphase                                                  |
| 29. Sep. 2017 | 21:14    | England                | München, Olympiastadion                        | Oktoberfest Sevens 2017 – Gruppenphase                                                  |
| 29. Sep. 2017 | 31:7     | Uganda                 | München, Olympiastadion                        | Oktoberfest Sevens 2017 – Gruppenphase                                                  |
| 30. Sep. 2017 | 12:26    | England                | München, Olympiastadion                        | Oktoberfest Sevens 2017 – Viertelfinale                                                 |
| 30. Sep. 2017 | 7:5      | Frankreich             | München, Olympiastadion                        | Oktoberfest Sevens 2017 – Plate-Halbfinale                                              |
| 30. Sep. 2017 | 19:17    | Argentinien            | München, Olympiastadion                        | Oktoberfest Sevens 2017 – Spiel um Platz 5                                              |
| 1. Dez. 2017  | 12:26    | Irland                 | Dubai (UAE)                                    | Dubai 7s 2017 – International Invitation Men – Gruppenphase                             |
| 6. Jan. 2018  | 12:21    | Chile                  | Punta del Este (URU)                           | Punta del Este 7s 2018 – Sudamérica Rugby Sevens – Gruppenphase                         |
| 6. Jan. 2018  | 59:5     | Paraguay               | Punta del Este (URU)                           | Punta del Este 7s 2018 – Sudamérica Rugby Sevens – Gruppenphase                         |
| 7. Jan. 2018  | 10:17    | Chile                  | Punta del Este (URU)                           | Punta del Este 7s 2018 – Sudamérica Rugby Sevens – Viertelfinale                        |
| 7. Jan. 2018  | 24:12    | Argentinien            | Punta del Este (URU)                           | Punta del Este 7s 2018 – Sudamérica Rugby Sevens – Plate-Halbfinale                     |
| 7. Jan. 2018  | 24:12    | Brasilien              | Punta del Este (URU)                           | Punta del Este 7s 2018 – Sudamérica Rugby Sevens – Spiel um Platz 5                     |
| 13. Jan. 2018 | 24:12    | Argentinien            | Viña del Mar (CHI)                             | Viña del Mar 7s 2018 – Sudamérica Rugby Sevens – Gruppenphase                           |
| 13. Jan. 2018 | 22:19    | Chile                  | Viña del Mar (CHI)                             | Viña del Mar 7s 2018 – Sudamérica Rugby Sevens – Gruppenphase                           |
| 14. Jan. 2018 | 12:5     | Brasilien              | Viña del Mar (CHI)                             | Viña del Mar 7s 2018 – Sudamérica Rugby Sevens – Plate-Halbfinale                       |
| 14. Jan. 2018 | 14:33    | Argentinien            | Viña del Mar (CHI)                             | Viña del Mar 7s 2018 – Sudamérica Rugby Sevens – Spiel um Platz 5                       |
| 6. Apr. 2018  | 14:12    | Hongkong               | Hongkong (HKG), Hong Kong Stadium              | Hongkong 7s 2018 – Qualifikation World Series – Gruppenphase                            |
| 6. Apr. 2018  | 27:7     | Simbabwe               | Hongkong (HKG), Hong Kong Stadium              | Hongkong 7s 2018 – Qualifikation World Series – Gruppenphase                            |
| 6. Apr. 2018  | 36:7     | Papua-Neuguinea        | Hongkong (HKG), Hong Kong Stadium              | Hongkong 7s 2018 – Qualifikation World Series – Gruppenphase                            |
| 7. Apr. 2018  | 26:0     | Uganda                 | Hongkong (HKG), Hong Kong Stadium              | Hongkong 7s 2018 – Qualifikation World Series – Viertelfinale                           |
| 7. Apr. 2018  | 19:12    | Chile                  | Hongkong (HKG), Hong Kong Stadium              | Hongkong 7s 2018 – Qualifikation World Series – Halbfinale                              |
| 7. Apr. 2018  | 14:19    | Japan                  | Hongkong (HKG), Hong Kong Stadium              | Hongkong 7s 2018 – Qualifikation World Series – Finale                                  |
| 19. Mai 2018  | 0:21     | Portugal               | Moskau (RUS), Oktyabr Stadion                  | Moskau 7s 2018 – Europameisterschaft (GPS) Turnier 1 von 4 – Gruppenphase               |
| 19. Mai 2018  | 48:0     | Polen                  | Moskau (RUS), Oktyabr Stadion                  | Moskau 7s 2018 – Europameisterschaft (GPS) Turnier 1 von 4 – Gruppenphase               |
| 19. Mai 2018  | 0:33     | Irland                 | Moskau (RUS), Oktyabr Stadion                  | Moskau 7s 2018 – Europameisterschaft (GPS) Turnier 1 von 4 – Gruppenphase               |
| 20. Mai 2018  | 12:5     | Russland               | Moskau (RUS), Oktyabr Stadion                  | Moskau 7s 2018 – Europameisterschaft (GPS) Turnier 1 von 4 – Viertelfinale              |
| 20. Mai 2018  | 22:7     | Italien                | Moskau (RUS), Oktyabr Stadion                  | Moskau 7s 2018 – Europameisterschaft (GPS) Turnier 1 von 4 – Halbfinale                 |
| 20. Mai 2018  | 7:28     | Irland                 | Moskau (RUS), Oktyabr Stadion                  | Moskau 7s 2018 – Europameisterschaft (GPS) Turnier 1 von 4 – Finale                     |
| 30. Juni 2018 | 17:10    | Georgien               | Marcoussis (FRA), Centre National de Rugby     | Marcoussis 7s 2018 – Europameisterschaft (GPS) Turnier 2 von 4 – Gruppenphase           |
| 30. Juni 2018 | 38:5     | Portugal               | Marcoussis (FRA), Centre National de Rugby     | Marcoussis 7s 2018 – Europameisterschaft (GPS) Turnier 2 von 4 – Gruppenphase           |
| 30. Juni 2018 | 17:14    | Russland               | Marcoussis (FRA), Centre National de Rugby     | Marcoussis 7s 2018 – Europameisterschaft (GPS) Turnier 2 von 4 – Gruppenphase           |
| 1. Juli 2018  | 24:0     | Italien                | Marcoussis (FRA), Centre National de Rugby     | Marcoussis 7s 2018 – Europameisterschaft (GPS) Turnier 2 von 4 – Viertelfinale          |
| 1. Juli 2018  | 12:10    | England                | Marcoussis (FRA), Centre National de Rugby     | Marcoussis 7s 2018 – Europameisterschaft (GPS) Turnier 2 von 4 – Halbfinale             |
| 1. Juli 2018  | 7:49     | Irland                 | Marcoussis (FRA), Centre National de Rugby     | Marcoussis 7s 2018 – Europameisterschaft (GPS) Turnier 2 von 4 – Finale                 |
| 7. Juli 2018  | 31:15    | Spanien                | Exeter (ENG), Sandy Park                       | Exeter 7s 2018 – Europameisterschaft (GPS) Turnier 3 von 4 – Gruppenphase               |
| 7. Juli 2018  | 12:17    | Wales                  | Exeter (ENG), Sandy Park                       | Exeter 7s 2018 – Europameisterschaft (GPS) Turnier 3 von 4 – Gruppenphase               |
| 7. Juli 2018  | 21:17    | Portugal               | Exeter (ENG), Sandy Park                       | Exeter 7s 2018 – Europameisterschaft (GPS) Turnier 3 von 4 – Gruppenphase               |
| 8. Juli 2018  | 10:31    | England                | Exeter (ENG), Sandy Park                       | Exeter 7s 2018 – Europameisterschaft (GPS) Turnier 3 von 4 – Viertelfinale              |
| 8. Juli 2018  | 17:36    | Georgien               | Exeter (ENG), Sandy Park                       | Exeter 7s 2018 – Europameisterschaft (GPS) Turnier 3 von 4 – Plate-Halbfinale           |
| 8. Juli 2018  | 12:17    | Frankreich             | Exeter (ENG), Sandy Park                       | Exeter 7s 2018 – Europameisterschaft (GPS) Turnier 3 von 4 – Spiel um Platz 7           |
| 8. Sep. 2018  | 24:12    | Wales                  | Lodz (POL), Stadion Miejski                    | Lodz 7s 2018 – Europameisterschaft (GPS) Turnier 4 von 4 – Gruppenphase                 |
| 8. Sep. 2018  | 14:15    | Russland               | Lodz (POL), Stadion Miejski                    | Lodz 7s 2018 – Europameisterschaft (GPS) Turnier 4 von 4 – Gruppenphase                 |
| 8. Sep. 2018  | 10:12    | Polen                  | Lodz (POL), Stadion Miejski                    | Lodz 7s 2018 – Europameisterschaft (GPS) Turnier 4 von 4 – Gruppenphase                 |
| 9. Sep. 2018  | 14:7     | Spanien                | Lodz (POL), Stadion Miejski                    | Lodz 7s 2018 – Europameisterschaft (GPS) Turnier 4 von 4 – Viertelfinale                |
| 9. Sep. 2018  | 14:7     | Portugal               | Lodz (POL), Stadion Miejski                    | Lodz 7s 2018 – Europameisterschaft (GPS) Turnier 4 von 4 – Halbfinale                   |
| 9. Sep. 2018  | 5:35     | Irland                 | Lodz (POL), Stadion Miejski                    | Lodz 7s 2018 – Europameisterschaft (GPS) Turnier 4 von 4 – Finale                       |
| 5. Jan. 2019  | 21:28    | Chile                  | Punta del Este (URU)                           | Punta del Este 7s 2019 – Sudamérica Rugby Sevens – Gruppenphase                         |
| 5. Jan. 2019  | 33:17    | Paraguay               | Punta del Este (URU)                           | Punta del Este 7s 2019 – Sudamérica Rugby Sevens – Gruppenphase                         |
| 6. Jan. 2019  | 19:17    | Uruguay                | Punta del Este (URU)                           | Punta del Este 7s 2019 – Sudamérica Rugby Sevens – Viertelfinale                        |
| 6. Jan. 2019  | 0:34     | Argentinien            | Punta del Este (URU)                           | Punta del Este 7s 2019 – Sudamérica Rugby Sevens – Halbfinale                           |
| 6. Jan. 2019  | 5:19     | Portugal               | Punta del Este (URU)                           | Punta del Este 7s 2019 – Sudamérica Rugby Sevens – Spiel um Platz 3                     |
| 12. Jan. 2019 | 31:0     | Paraguay               | Viña del Mar (CHI)                             | Viña del Mar 7s 2019 – Sudamérica Rugby Sevens – Gruppenphase                           |
| 12. Jan. 2019 | 24:19    | Russland               | Viña del Mar (CHI)                             | Viña del Mar 7s 2019 – Sudamérica Rugby Sevens – Gruppenphase                           |
| 12. Jan. 2019 | 17:12    | Portugal               | Viña del Mar (CHI)                             | Viña del Mar 7s 2019 – Sudamérica Rugby Sevens – Gruppenphase                           |
| 13. Jan. 2019 | 7:17     | Chile                  | Viña del Mar (CHI)                             | Viña del Mar 7s 2019 – Sudamérica Rugby Sevens – Viertelfinale                          |
| 13. Jan. 2019 | 15:19    | Russland               | Viña del Mar (CHI)                             | Viña del Mar 7s 2019 – Sudamérica Rugby Sevens – Plate-Halbfinale                       |
| 13. Jan. 2019 | 47:5     | Kolumbien              | Viña del Mar (CHI)                             | Viña del Mar 7s 2019 – Sudamérica Rugby Sevens – Spiel um Platz 7                       |
| 5. Apr. 2019  | 19:12    | Uganda                 | Hongkong (HKG), Hong Kong Stadium              | Hongkong 7s 2019 – Qualifikation World Series – Gruppenphase                            |
| 5. Apr. 2019  | 10:7     | Cookinseln             | Hongkong (HKG), Hong Kong Stadium              | Hongkong 7s 2019 – Qualifikation World Series – Gruppenphase                            |
| 6. Apr. 2019  | 19:7     | Chile                  | Hongkong (HKG), Hong Kong Stadium              | Hongkong 7s 2019 – Qualifikation World Series – Gruppenphase                            |
| 6. Apr. 2019  | 12:7     | Uruguay                | Hongkong (HKG), Hong Kong Stadium              | Hongkong 7s 2019 – Qualifikation World Series – Viertelfinale                           |
| 7. Apr. 2019  | 10:19    | Irland                 | Hongkong (HKG), Hong Kong Stadium              | Hongkong 7s 2019 – Qualifikation World Series – Halbfinale                              |